# پنجمین سوار سرنوشت
پنجمین سوار سرنوشت فیلمی به کارگردانی و نویسندگی سعید مطلبی محصول سال ۱۳۵۹ ایران است. این فیلم به مدت سی سال توقیف بود که دلیل آن بازی ایرج قادری بود.

## داستان فیلم
محسن جوان ورزشکار، که در خانواده‌ای فقیر زندگی می‌کند، به گروهی مذهبی وابسته و به فعالیت‌های سیاسی کشیده شده است. ساواک برای نابود کردن او، با طرح نقشه‌ای محسن را به اعتیاد می‌کشاند. محسن یک شب در حال چاپ اعلامیه به محاصره مأموران می‌افتد و پس از درگیری دستگیر می‌شود. در زندان به دلیل اعتیاد اعضای گروهش را لو می‌دهد. پدر محسن برای یافتن فرزندش به تمام مراکزی که قاچاقچیان فعالیت دارند سر می‌زند، اما نشانی از او نمی‌یابد. چندی بعد او پسرش را با وضع فلاکت‌باری می‌یابد و پس از اظهار ندامت پسر، تصمیم می‌گیرد او را برای درمان به مشهد ببرد و از علی بن موسی الرضا برای درمانش استمداد بخواهد، اما در کوران انقلاب مشهد در اوج تظاهرات خیابانی است. پلیس در تعقیب گروهی از تظاهر کننده‌ها به حرم علی بن موسی الرضا یورش می‌برد و عده‌ای از آن‌ها دستگیر می‌کند. محسن نیز که به ضریح بسته شده دستگیر می‌شود. در زندان مبارزه ضد نظام سلطنتی را ادامه می‌دهد و پس از آزادی زندانی‌ها، محسن که اعتیادش را ترک کرده، به آغوش خانواده بازمی‌گردد

## بازیگران و صداپیشگان
| بازیگر        | دوبلُر            |
| ایرج قادری    | منوچهر اسماعیلی  |
| فخری خوروش    | رفعت هاشم‌پور     |
| فرهنگ حیدری   | سعید مظفری       |
| رسول توکلی    | امیرهوشنگ قطعه‌ای |
| غلامرضا سرکوب | نصرالله مدقالچی  |
| مرتضی عقیلی   | ناصر تهماسب      |